# Pleuromeris armilla
Pleuromeris armilla är en musselart som först beskrevs av Dall 1903.  Pleuromeris armilla ingår i släktet Pleuromeris och familjen Carditidae. Inga underarter finns listade i Catalogue of Life.